# Vällämäe Peräjärv
Vällämäe Peräjärv (est. Peräjärv (Vällämäe Peräjärv, Väike Rauba järv)) – jezioro w Estonii, w prowincji Valgamaa, w gminie Haanja. Należy do pojezierza Haanja (est. Hannja järved). Położone jest na zachód od wsi Mäe-Tilga. Ma powierzchnię 2,6 ha linię brzegową o długości 1134 m, długość 215 m i szerokość 145 m. Sąsiaduje m.in. z jeziorami Vällämäe Küläjärv, Mäe-Tilga, Mäe-Tilga Kogrõjärv, Tammsaarõ, Saaluse Kõrdsijärv, Puustusjärv. Położone jest na terenie obszaru chronionego krajobrazu Haanja (est. Haanja looduspark). Jezioro zamieszkują m.in.: szczupak, płoć, okoń, miętus, lin.